# 汉舍莱省
汉舍莱省（阿拉伯语：‎）是阿尔及利亚东北部的一个省，位于首都阿尔及尔以西南的欧雷斯山山区，首府汉舍莱。